# Getulius
Getulius († zwischen 124 und 138 in Gabii) war ein christlicher Märtyrer und Heiliger.
Der Name Getulius bedeutet der aus Getulien in Afrika Stammende. Er war der Legende zufolge der Ehemann der Heiligen Symphorosa, die im Jahr 120 mit ihren sieben Kindern Crescens, Julianus, Nemesius, Primitivus, Justinus, Stracteus und Eugenius in Tivoli in Latium das Martyrium erlitten haben soll. Getulius lebte unweit davon in Gabii im Sabinerland. Er und sein Bruder Amantius hätten eine hohe Position in der Armee innegehabt, hätten sich dann aber auf ihr Landgut zurückgezogen und dort eine Christengemeinde gegründet. Der kaiserliche Beauftragte Cerealis sei dann zu ihm geschickt worden, um ihn wegen seines Glaubens ins Verhör zu nehmen. Dabei sei jedoch Cerealis von Getulius und Amantius bekehrt worden. Die Taufe des Cerealis habe der römische Bischof Sixtus I. in einer Krypta vollzogen. Unterdessen sei das Ausbleiben des Getulius in der Verwaltung des Kaisers Hadrian nicht unbemerkt geblieben und der Finanzbeamte Vincentius habe schließlich von der Bekehrung des Cerealis erfahren und diese angezeigt. Daraufhin sei ein Licinius nach Gabii gesandt worden, um die Christen zu verhaften. Neben Getulius, Amantius und Cerealis gehörte dazu schließlich auch Primitivus, ein Hausfreund des Getulius. Nach 27 Tagen Gefängnishaft habe Licinius die vier dem Feuer überantwortet. Da die Flammen den Verurteilten aber nichts angehabt hätten, seien Getulius, und wohl auch die übrigen drei, erschlagen worden.

## Reliquien und Verehrung
Das Martyrologium des Ado gibt als Ort des Martyriums Capriolis an der Via Salaria an, ein Ort, der später den Namen Corte di San Getulio trug und heute zur Gemeinde Montopoli di Sabina gehört. In der dortigen Kirche sollen sich zunächst die Reliquien des Getulius befunden haben, ehe sie 867 von Abt Peter von Farfa in das Kloster Farfa (in Fara in Sabina) transferiert worden seien, um sie vor angreifenden Sarazenen zu retten. Andererseits nimmt heute die Kirche Sant’Angelo in Pescheria in Rom für sich in Anspruch, die Gebeine des Heiligen zu beherbergen. Dorthin soll im Jahre 752 Papst Stephan II. auch die Gebeine der Heiligen Symphorosa und ihrer sieben Kinder verbracht haben. Der dortige Sarkophag, der 1610 aufgefunden wurde, trägt die Inschrift Hic requiescunt corpora SS. Martyrum Simforosae, viri sui Zotici (Getulii) et Filiorum ejus a Stephano Papa translata. Papst Pius IV. hat dann diese Reliquien in eine gläserne Urne verbringen lassen. 1584 machte Papst Gregor XIII. einige der Überreste den Jesuiten zum Geschenk, die sie in eine Kapelle in der Nähe der Villa d’Este verbrachten. 1572 sind weitere Reliquien in Jesuitenkollegien nach Indien und Spanien verbracht worden. Im Jahre 1587 verhinderte der Gouverneur von Rom, Mariano Perbenedetti, eine weitere Zerstreuung der Überreste, indem er die verbleibenden Reliquien in einen Marmorsarkophag einschloss. Dieser Sarkophag enthält weitere Reliquien, die den Heiligen Cyrus und Johannes zugeordnet werden.
Gedenktag der vier Märtyrer ist der 10. Juni.